# Carne de cañón
Carne de cañón es una frase hecha que hace referencia a la persona o grupo de personas, normalmente pertenecientes a una muy baja posición social, a las que se expone sin miramientos a sufrir cualquier clase de daño, incluso la muerte. En su origen hace referencia a los soldados o tropa inconsideradamente expuesta a peligro de muerte.
La construcción del dicho carne de cañón hace referencia a los soldados de bajo rango -la carne- que son el alimento del fuego de los cañones enemigos.

## Usos de la expresión Carne de cañón

### Carne de cañónen el uso militar
El término, despectivo, se refiere a los militares -normalmente de bajo rango- que se expone sin miramientos al fuego enemigo a sabiendas de su clara inferioridad y deliberadamente, conociendo que se van a producir un número muy alto de muertes. Tal decisión presuponía un objetivo estratégico suficiente. Históricamente las jerarquías militares tradicionales estaban ocupadas por nobles y señores que les permitía tener una consideración utilitarista de la tropa. El término también se ha utilizado, peyorativamente, tanto para referirse a la infantería frente a otras fuerzas militares -artillería, fuerza aérea y marina- como a los soldados de bajo rango -normalmente de nuevo ingreso y sin experiencia- frente a los veteranos, más experimentados y resabiados.

### Carne de cañónen la historia de la literatura

#### Shakespeare
El uso de la expresión se encuentra en el siglo XVI en la obra Enrique IV, parte 1 de William Shakespeare, quien pone en boca de John Falstaff:

Bah, bastante buenos para ensartarlos en una pica; carne de cañón, carne de cañón. Llenarán una fosa tan bien como cualquiera. En fin, hombre, mortales, mortales. William Shakeaspeare, Enrique IV, Parte I

#### Chateaubriand
El escritor francés François-René de Chateaubriand usó la expresión "carne de cañón" en el folleto contra Napoleón de 1814 "De Buonaparte et des Borbones" en el que critica la actitud cínica hacia los reclutas, que prevaleció en el final del reinado de Napoleón:

On en était venu à ce point de mépris pour la vie des hommes et pour la France, d'appeler les conscrits la matière première et la chair à canon,

Habíamos llegado a este punto de desprecio por la vida humana y por Francia, llamando a los reclutas la materia prima y la carne de cañón.

### Carne de cañóncomo sinónimo de proletariado
El término carne de cañón será utilizado como sinónimo de proletariado por las corrientes políticas de izquierdas y revolucionarias para referirse a la utilización de mano de obra barata de manera instrumental. 
- Karl Marx, habla de carne de cañón en su obra El Capital refiriéndose a las cuadrillas de trabajo.[6] En sentido similar habla de Ejército industrial de reserva para referirse a la necesidad estructural del capitalismo de una población obrera sobrante o fuerza de trabajo desempleada que garantice las bajas condiciones salariales y de derechos laborales para que pueda existir la acumulación de capital.[7] El texto donde aparece la expresión carne de cañón, refiriéndose a los hijos de los campesinos que forman las cuadrillas de trabajo, es el siguiente :

...sus hijos, si el opio no los manda a la sepultura, se convierten en carne de cañón para las cuadrillas. Karl Marx, El Capital

- El neomalthusianismo de corte anarquista denuncia el problema de las familias numerosas pobres -que constituyen el grueso un proletariado mísero, hambriento y analfabeto-, y de su uso como carne de cañón, tanto para mantener tanto la infantería de los ejércitos como la mano de obra barata para las fábricas de la revolución industrial.[8][9]